# روحانية
تطور معنى الروحانية وتوسع عبر الزمن، ويمكن العثور على دلالات مختلفة له مع بعضها، فتقليدياً أشارت الروحانية إلى عملية إعادة تكوين دينية تهدف «لاستعادة الهيئة الأصلية للإنسان»، بالتوجه «لصورة الإله»، كما وضح مؤسسو أديان العالم ونصوصها المقدسة، كما استُخدم مصطلح الروحانية في المسيحية المبكرة للدلالة على الحياة الموجهة للروح المقدسة، ومن ثم توسع خلال أواخر العصور الوسطى ليتضمن الجوانب الفكرية للحياة.
انتشر بعد ذلك هذا مصطلح في العصور الحديثة لتقاليد دينية أخرى، وتوسع ليشير إلى مجال أكبر من الخبرات، بما يتضمن التقاليد الباطنية والدينية، وتميل استخداماته الحديثة للدلالة على تجربة شخصية ذات بُعد مقدّس، وعلى القيم والمعاني العميقة التي يعيش بموجبها البشر، وذلك ضمن سياق منفصل عن المؤسسات الدينية المنظمة غالباً، كالإيمان بعالم خارق للطبيعة، أو السمو الذاتي، أو البحث عن معنى مقدس أو مطلق، أو التجربة الدينية، أو لقاء البُعد الداخلي للذات.

## أصل الكلمة
يعبّر مصطلح «الروح- spirit» عن جوهر حيوي يبعث الحياة في الإنسان والحيوان، ويشتق من الكلمة الفرنسية القديمة (espirit)، المشتقة بدورها من كلمة (spiritus) اللاتينية، والتي تعني الروح (soul)، أو الشجاعة، أو الحيوية، أو النَفَس، كما تتعلق بالفعل (spirare) أي التنفس، وفي الترجمة اللاتينية للكتاب المقدس تستخدم كلمة (spiritus) لترجمة كل من الكلمة اليونانية (pneuma) والعبرية (ruah).
كما يشتق مصطلح «روحاني- spiritual»؛ ويعني ما يتعلق بالروح، من كلمة (spirituel) في الفرنسية القديمة، والمشتقة بدورها من (spiritualis) اللاتينية، القادمة من (spiritus) أو الروح، ومن ثم اشتق مصطلح «الروحانية- spirituality» من (spiritualité) الفرنسية الوسطى، والمشتقة من (spiritualitatem) اللاتينية الحديثة، والتي تعود أيضاً لكلمة (spiritualis) اللاتينية.

## التعريف
لم يتم الإجماع على تعريف وحيد للروحانية، فتُظهر المسوحات، كالمستخدمة في البحث العلمي التخصصي، مجالاً واسعاً من التعاريف بتراكبية محدودة، فقد نتج عن مسح لمراجعات متعلقة بالروحانية، أجرته (McCarroll) وزملاؤها، 27 تعريفاً واضحاً لم يكن الاتفاق عليهم كبيراً.
ويعيق ذلك الدراسة المنهجية للروحانية والقدرة على ربط النتائج للوصول إلى معنى، علاوة على ذلك، لا تقتصر العديد من السمات الصميمية للروحانية عليها فقط، فعلى سبيل المثال اعتبر الفيلسوف الملحد آرثر شوبنهاور (Arthur Schopenhauer) كلاً من تنزيه النفس، والزهد، والاعتراف بارتباط الذات بكل ما حاولها أساسات الحياة الأخلاقية.
وحسب كيز وايجمان (Kees Waaijman) يتجلى المعنى التقليدي للروحانية بعملية إعادة تكوين دينية تهدف «لاستعادة الهيئة الأصلية للإنسان، وهي صورة الإله»، ويتم ذلك بالتوجه لقالب بمثل الشكل الأصلي: في اليهودية هو التوراة، وفي المسيحية يتمثل بالمسيح، وهو بوذا في البوذية، والنبي محمد في الإسلام.
بينما يقترح هوتمان (Houtman) وأوبرز (Aupers) أن الروحانية الحديثة عبارة عن مزيج من علم النفس الإنساني، والتقاليد الصوفية والباطنية، والأديان الشرقية، وفي العصور الحديثة يقع التركيز على التجارب الشخصية، والقيم والمعاني العميقة التي يعيش بموجبها البشر، متضمنةً السمو الذاتي أو التحوّل، غالباً في سياق منفصل عن المؤسسات الدينية المنظمة.

## تطور معنى الروحانية

### العصور الكلاسيكية، والوسطى، وبدايات الحديثة

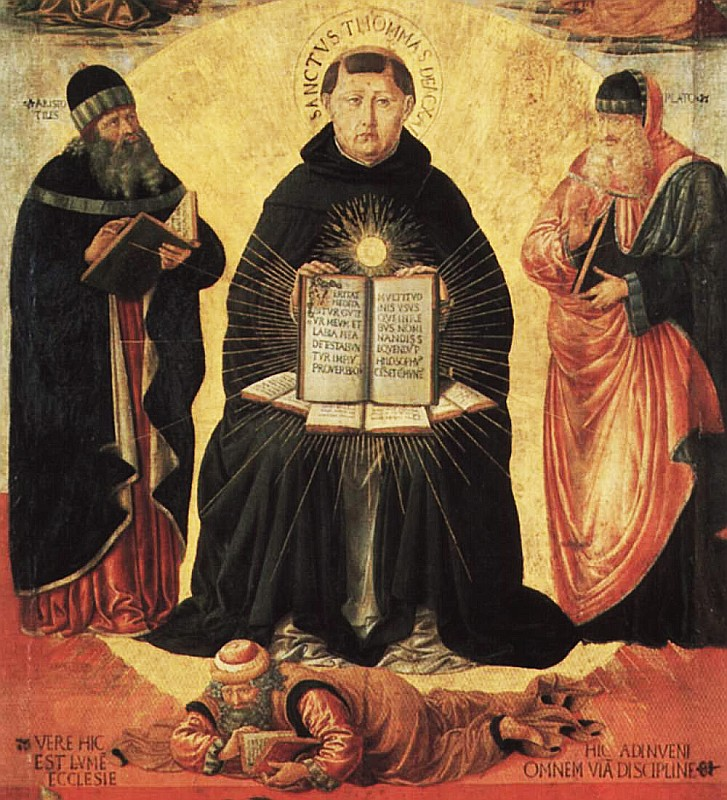
توما الأكويني

بدأت الكلمات التي يمكن ترجمتها للـ«روحانية» بالظهور في القرن الخامس الميلادي، وأصبحت شائعة الاستخدام قرابة نهايات العصور الوسطى، وفي السياق الإنجيلي تعني الروحانية نفخ الإله للحياة في الكائنات، وأن يكون المرء مدفوعاً بالروح المقدسة، على عكس حياة ترفض هذا التأثير.
وتغير هذا المعنى في القرن الحادي عشر، عندما أخذت الروحانية تشير للجوانب الفكرية في الحياة، مقابل الجوانب المادية والحسية، أي كانت كما يمكن التعبير «دائرة النور الكنسية مقابل عالم الماديات المظلم».
وفي القرن الثالث عشر، اكتشبت الروحانية معنى اجتماعياً ونفسياً، فدلّت اجتماعياً على هيمنة رجال الدين: «الكنسيّة مقابل الممتلكات المؤقتة، والسلطة العلمانية، وفئة رجال الدين مقابل الفئة العلمانية»، بينما أشارت نفسياً لعالم الحياة الداخلية: «صفاء الدوافع، والوجدان، والنيات، والنزعات الداخلية، والدراسة النفسية للحياة الروحية، وتحليل المشاعر».}}
في القرنين السابع عشر والثامن عشر الميلاديين، تم التفريق بين الأشكال الروحانية العليا والدنيا: «الشخص الروحاني هو من يكون أكثر وأعمق مسيحية من سواه»، كما ترافق مصطلح الروحانية مع التصوف والباطنية، واكتسب معنى سلبياً.

### الروحانية الحديثة
تطورت المفاهيم الحديثة للروحانية خلال القرنين التاسع عشر والعشرين، فدمجت بين الأفكار المسيحية، والتقاليد الغربية الباطنية، وعناصر من الأديان الآسيوية، وخصوصاً الهندية، وتزايد انفصال الروحانية عن المنظمات والمؤسسات الدينية التقليدية، كما تترافق حالياً مع حركات فلسفية أو اجتماعية أو سياسية أحياناً، كالليبرالية، واللاهوت النسوي، والسياسة الخضراء.

#### الفلسفة المتعالية والتوحيدية العالمية
كان رالف والدو إيمرسون (Ralph Waldo Emerson) (1803 – 1882) أحد رواد فكرة تمييز الروحانية كمجال مستقل، فاعتُبر أحد الشخصيات الرئيسية في الفلسفة المتعالية، وهي حركة ليبرالية بروتستانتية ظهرت في القرن التاسع عشر، فيعود أصلها للرومانسية في إنكلترا وألمانيا، والنقد الإنجيلي ليوهان جوتفريد هردر (Johann Gottfried Herder) وفريدريك شليرماخر (Friedrich Schleiermacher)، وشكوكية هيوم (Hume)، والأفلاطونية المحدثة (Neoplatonism).
فأصر مؤيدو الفلسفة المتعالية على مقاربة حدسية تجريبية للدين، وحسب شليرماخر، كان يعتبر حدس المرء للحقيقة معياراً لها،. وفي نهايات القرن الثامن عشر وبدايات التاسع عشر، ظهرت الترجمات الأولى للنصوص الهندوسية، والتي قرأها أيضاً مؤيدو الفلسفة المتعالية، فأثرت على تفكيرهم، كما أقرّوا آراء العالميين والموحدين، ما أدى إلى نشوء التوحيدية العالمية، وهي تنص على حتمية وجود الحقيقة في الأديان الأخرى أيضاً، لأن الإله المحب سيخلّص جميع الكائنات الحية، وليس المسيحيين فقط.

#### الثيوصوفيّة، وعلم طبائع البشر، والفلسفة الخالدة
ساهم المجتمع الثيوصوفي بتأثير كبير على الروحانية الحديثة، وبحث عن التعاليم السرية في الأديان الآسيوية، وقد كان له أثر على التيارات التجديدية في العديد من تلك الأديان، وخصوصاً النيو-فيدناتا (Neo-Vednata)، وصحوة التيرفادا البوذية، والعصرية البوذية، واللاتي استولين على المفاهيم الغربية الحديثة عن التجربة الذاتية والعالمية، وقمن بدمجما ضمن مفاهيمهن الدينية.
كما كان لعلم طبائع البشر أثر مشابه، فقد كان مؤسسه رودولف شتاينر (Rudolf Steiner) مهتماً بشكل خاص في تطوير روحانية غربية حقيقية، وبطرق تمكّن هكذا روحانية من تحويل المؤسسات العملية كالتعليم، والزراعة، والطب.
كما عززت الفلسفة الخالدة تأثير التقاليد الآسيوية على الروحانية الغربية الحديثة، إذ كان مؤيدها الأساسي ألدوس هكسلي (Aldous Huxley) متأثراً للغاية بالنيو-فيدانتا التابعة لسوامي فيفيكاناندا (Swami Vivekananda)، والعالمية، وانتشار التأمين الاجتماعي، والتعليم، والترحال الجماعي بعد الحرب العالمية الثانية.

#### روحاني لكن غير ديني
بعد الحرب العالمية الثانية، تزايد انفصال الروحانية عن الدين الموحّد، فاتجهت الأولى أكثر نحو التجربة الشخصية عوضاً عن محاولة تموضع الذات ضمن سياق وجودي أوسع، فتطورت تعاليم جديدة اندمج فيها كل من علم النفس الإنساني، والتقاليد التصوفية والباطنية، والأديان الشرقية، وذلك للوصول للذات الحقيقية بالإفصاح عنها، والتعبير الحر، والتأمل.
وأصبح الفرق بين الروحاني والديني مألوفاً أكثر لدى الشعب خلال أواخر القرن العشرين، تزامناً مع نشوء العلمانية وحلول حركة العصر الجديد، ويُستخدم مصطلح «روحاني» اليوم بكثرة في سياقات كان يوظّف فيها مصطلح «ديني» سابقاً، وقد انتقد كل من الموحدين والملحدين هذا التغير.

## الروحانية التقليدية

### الأديان الإبراهيمية

#### اليهودية
تعتبر اليهودية الربانية (Rabbinic Judaism) –بالعبرية (יהדות רבנית)– أكثر أنواع اليهودية شيوعاً من القرن السادس من الحقبة الحالية (CE)، بعد تدوين التلمود، وتتميز بالاعتقاد بأن التوراة المكتوبة (القانون أو الإرشادات) لا يمكن تفسيرها بشكل صحيح دون إسنادها للتوراة الشفهية والنصوص الضخمة التي تحدد التصرفات التي يوافق عليها القانون –الهالاخاه (Halakha) أي «الطريق».
تشمل اليهودية العديد من الشعائر الدينية: القوانين الأخلاقية، والصلوات، واللباس الديني، وأيام العطلة، والسبت (Shabbat)، والحج، وقراءة التوراة، والتعاليم الإلهية.
وتعتبر القبالة (Kabbalah) –وتعني حرفياً «التلقي»– طريقة باطنية، ومنهجاً ومدرسة لأفكار اليهودية، وهي مجموعة من التعاليم الباطنية التي تُعنى بشرح العلاقة بين عين سوف (Ein Sof)؛ أي اللامنتهي –وتشير إلى الإله– بعظمته الغامضة والراسخة والخالدة، والعالم الفاني المحدود؛ أي ما خلقه.
فتسعى القبالة لتعريف طبيعة الكون والإنسان، والطبيعة وغاية الوجود، وأسئلة وجودية أخرى، كما تُقدم طرقاً للمساعدة على استيعاب هذه المفاهيم، ومن ثم الوصول إلى الإدراك الروحي.
بينما تعتبر الحركة الحاسيديمية (Hasidic Judaism)؛ والتي تعني التقوى، فرعاً من اليهودية الأرثوذكسية، التي تروّج للروحانية من خلال تعميم واستبطان الصوفية اليهودية، كجانب ضروري للإيمان، فقد أعزّت التعاليم الحاسيديمية الصراحة والقداسة المكتومة لدى العامة الجاهلة من الشعب، وساوتها مع النخبة المتعلمة.

#### المسيحية

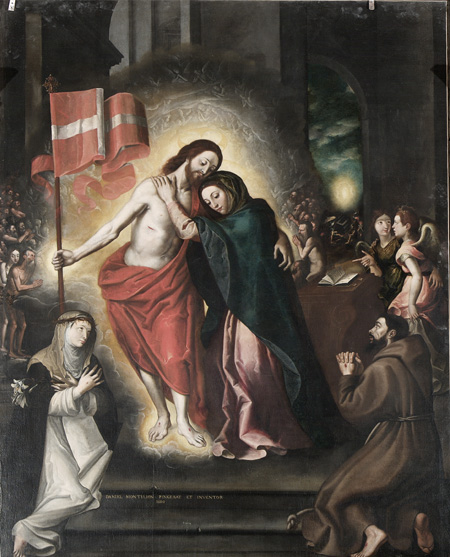
الاتحاد مع المسيح هو هدف التصوف المسيحي.

تتمثل الروحانية الكاثوليكية بخوض التجربة الشخصية في العقيدة المسيحية تباع الإيمان بها، ورغم أنه من المتوقع أن يصلي الكاثوليكيون جماعةً في القداس الإلهي، توجد عدة أشكال مختلفة من الروحانية والصلوات المنفردة التي تطورت عبر القرون، وتتميز كل جماعة دينية رئيسية في الكنيسة الكاثوليكية بالإضافة إلى مجموعات أخرى غير مختصة بالدين بروحانيتها الفريدة؛ أي طريقتها الخاصة في التقرب من الإله في الصلوات وتتبع تعاليم الإنجيل.
وتعتبر المسيحية التقدمية حركة معاصرة تهدف لاستعباد الادعاءات الخارقة للطبيعة للإيمان، واستبدالها باستيعاب أكثر نقداً للروحانية الإنجيلية بناءً على البحث التاريخي والعلمي، وتركز على التجارب المُعاشة للروحانية أكثر من الادعاءات التارخية الدوغماتية، وتوافق على أن الإيمان حقيقي ويساهم في بناء الإنسان، وأن كلاً من التجارب الروحية والنفسية حقيقي ومفيد بالتساوي.

#### الإسلام

##### الأركان الخمسة
تعتبر هذه الأركان الخمسة شعائر ضرورية في الإسلام وفرضاً على جميع المؤمنين به، فيقدمها القرآن كإطار للعبادة ودليلاً على الالتزام بالعقيدة، وهي تتألف من الشهادتين، والصلاة، والزكاة، وصوم رمضان، والحج إلى مكة مرة واحدة في العمر على الأقل لمن استطاع، وتتفق الطائفتان السنية والشيعية على التفاصيل الضرورية لأداء هذه الشعائر.

##### الصوفية
يعد التصوف أكثر أشكال الروحانية الإسلامية شهرة، وخصوصاً من خلال جلال الدين الرومي وحافظ الشيرازي، فينقل الشيخ بالتصوف المنهج الروحي لتلاميذه، ويعرّف التصوف من قبل متّبعيه –يُلقّبون بالصوفيين–على أنه البُعد الباطني الروحاني للإسلام، وهم يعتقدون بأنهم يمارسون تعاليم الإحسان كما وضحها جبريل للنبي محمد بعبادة وإطاعة الله كأنما يراه المرء، وإن لم يكن يراه فإنه الله يرى.
ويعتبر الصوفيون أنفسهم الأنصار الحقيقيين لهذا الشكل الأصيل والطاهر للإسلام، وهم يؤديون مبدأ التسامح والسلام مقابل كل أشكال العنف، وعانوا نتيجة ذلك من اضطهاد كبير من قبل مجموعات متعصبة وصارمة مثل الحركات الوهابية والسلفية.
عرّف العلماء الصوفيون الكلاسيكيون الصوفية على أنها علمٌ يهدف إلى إصلاح القلب وتوجهيه نحو الله بعيداً عن كل شيء سواه، بينما عرّفها علّامة الصوفية الدرقاوية أحمد بن عجيبة على أنها علم يتعرف المرء من خلال على كيفية الوصول إلى الوجود الإلهي، وتنقية الذات الباطنية، وتجميلها بمختلف الصفات الحميدة.

##### الجهاد
وهو واجب ديني على المسلمين، ويتضمن معنيين شائعين: جهاد روحي باطني، وآخر جسدي، ويعتبر الجهاد الأعظم هو نضال المؤمن لإتمام واجباته الدينية، وقد أكد كل من الأدباء المسلمين وغير المسلمين على هذا التعريف السلمي للجهاد.

### التقاليد الآسيوية

#### البوذية
تُعرف الممارسات البوذية بالبهافانا (Bhavana)، والتي تعني حرفياً «التطوير» أو «صقل النفس» أو «الإنتاج»، وهي مفهوم مهم في التطبيق العملي للبوذية (Patipatti)، وترد كلمة «بهافانا» عادةً بالترافق مع كلمة أخرى مشكلة مصطلحاً مركباً، مثل (citta-bhavana)؛ أي تطوير أو صقل القلب أو الذهن، أو (metta-bhavana)؛ أي تطوير أو صقل الرعاية المُحبة، بينما تشير «بهافانا» بمفردها إلى صقل الروح عموماً.

#### الهندوسية
ليس للهندوسية أي نظام كهنوتي، ولا سلطات دينية مركزية، أو هيئة حاكمة، أو أنبياء، أو كتب مقدسة، فيمتلك الهندوس الخيار ليؤمنو بعدة آلهة، أو بوحدة الوجود، أو بإله واحد، أو ألا يؤمنو بأي إله على الإطلاق.
فتعد الروحانية في الفلسلفة الهندية ضمن هذه البنية المفتوحة والمنتشرة تجربة فردية بالمطلق، فُتعرّف الممارسة الروحية برحلة المرء إلى الموشكا، ومعرفة الذات، واكتشاف الحقائق العليا، والطبيعة الحقيقة للواقع، وتُعتبر الوعي الراضي والحر.

#### السيخية

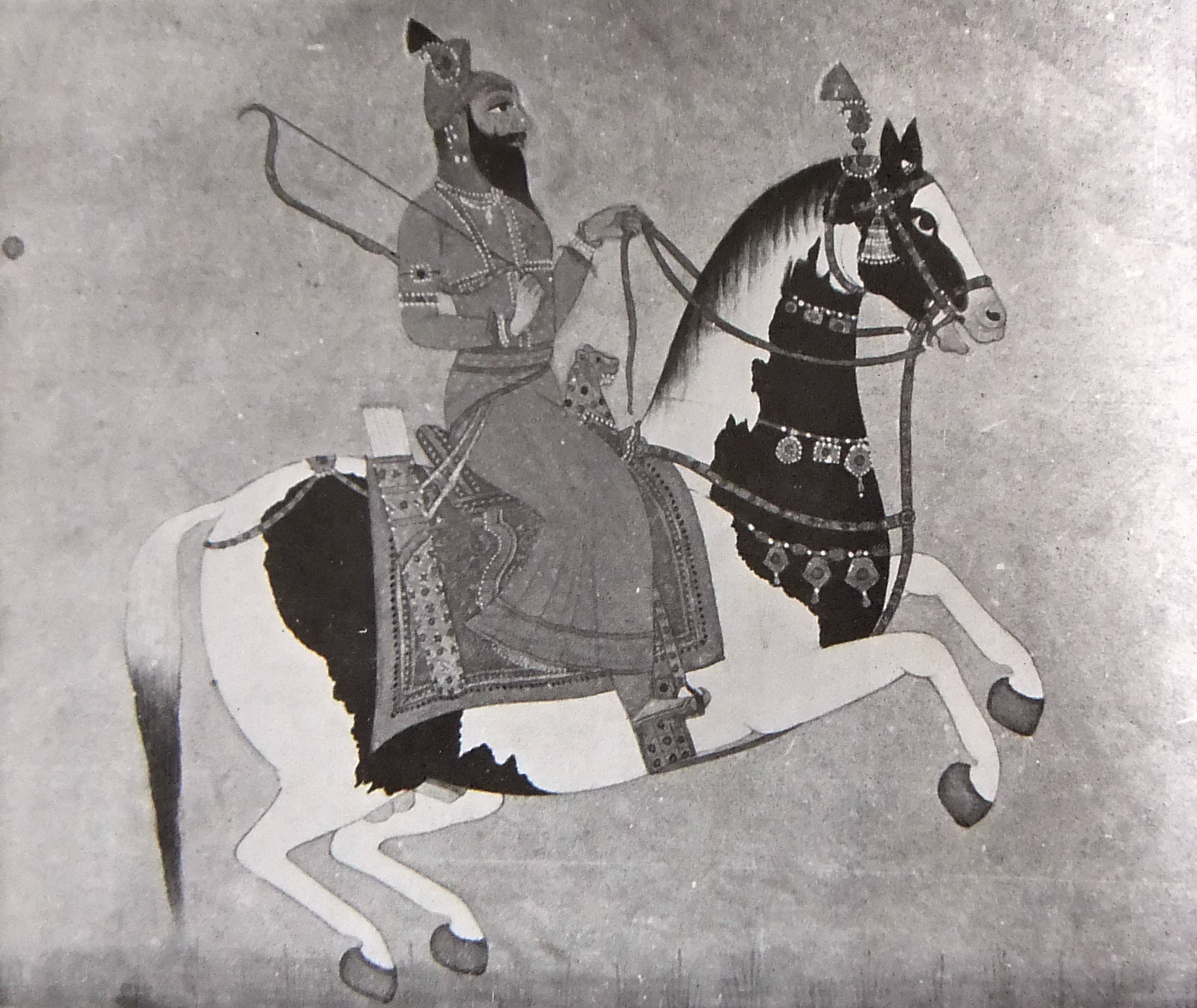
سيخ راجا

تعتبر السيخية الحياتين الروحية والعلمانية متداخلتين: فحسب السيخي فيلتنشونغ، يُعد العالم المؤقت جزءاً من الواقع اللانهائي ويساهم بتكوينه وخواصه، كما أشار المعلم ناناك (Guru Nanak) إلى أن عيش حياة فعالة وخلّاقة وعملية، مليئة بالصدق، والإخلاص، والنقاوة، والتحكم بالذات، أسمى من خوض حياة تأملية بحتة.
وحسب المعلّم ذاته، يكمن الهدف في الحصول على التوازن الحاضر بين مزدوجات عدة كالتفرقة والاندماج، والذات والآخر، والنشاط والخمود، والوصل والفصل، على مستوى الحياة اليومية، علماً أنه في السيخية عموماً لا توجد أية عقيدة، أو رجال دين، أو رهبان، أو يوغيون (اختصاصيي يوغا).

## الروحانية المعاصرة
لقد حل مصطلح «روحاني» محل «ديني» بكثرة في العديد من السياقات اليوم، فيميز هانيغراف (Hanegraaff) بين حركتين من الـ«العصر الحديث»: وهي العصر الحديث بسياق مقيّد، والتي بدأت في منتصف القرن العشرين في إنكلترا، وتجذرت في التصوف (Theosophy) وعلم طبائع البشر (Anthroposophy)، وحركة العصر الحديث بسياق عام، والتي ظهرت في أواخر سبعينيات القرن العشرين.}}
ويعرّف الأشخاص الذين يتناولون الروحانية خارج نطاق الدين أنفسهم عادةً بأنهم «روحانيون ولكن غير دينيين»، ويؤمنون عموماً بوجود «طرق روحانية» مختلفة، مؤكدين على أهمية إيجاد المرء لسبيله الخاص تجاه الروحانية.

### صفات الروحانية المعاصرة
تتمركز الروحانية المعاصرة حول «القيم والمعاني العميقة التي يعيش بوجبها الأشخاص»، وتتقبل فكرة وجود واقع غير محدود أو غير مادي مزعوم، وتتصوراً طريقاً باطنياً يمكّن المرء من اكتشاف جوهر ذاته.
لا تتقبل جميع المفاهيم الحديثة أفكار سمو الروح، فتؤكد الروحانية العلمانية على الأفكار الإنسانية عن الصفات الأخلاقية (أي كفاءات كالحب، والتعاطف، والصبر، والتحمل، والتسامح، والرضا، والمسؤولية، والانسجام، والاهتمام بالآخرين).:22
وهي جوانب للحياة والتجربة البشرية التي تفوق النظرة المادية البحتة للعالم، دون أن تتقبل بالضرورة الإيمان بواقع خارق للطبيعة أو وجود الهي، ورغم ذلك، يرفض العديد من الإنسانيين، أمثال بيرتراند راسل (Bertrand Russell) وجان-بول سارتر (Jean-Paul Sartre)، والذين يقدّرون وضوحاً الجوانب غير المادية، والشيوعية، والفاضلة في الحياة، هذا الاستخدام لمصطلح الروحانية لكونه يغطي مجالاً أوسع من المعاني مما يجب، فكأنه يعتبر كل شي وأي شيء جيد وفاضل في الحياة روحانياً بالضرورة.
وفي عام 1930 كتب راسل وهو ملحد مشهور: «لا يأخذ غرور المرء حيزاً كبيراً من العالم، فيستطيع المرء المتمكّن من تركيز أفكاره وآماله على ما يسمو بالنفس، أن يجد نوعاً من السلام في المتاعب العادية للحياة، وهو أمر يستحيل على المغرورين بالمطلق.»
وبشكل مشابه، تقدم أرسطو خطوة إضافية فجادل –وهو من أوائل مفكري الغرب المعروفين الذين وضحوا إمكانية اكتساب حُسن الأخلاق، والفضيلة والطيبة دون منشادة قوى خارقة للطبيعة– أن الإنسان هو من يصنع الآلهة بالهيئة التي يريدها، وليس العكس.
علاوة على ذلك، استبعد كل من الموحدين والملحدين الحاجة للتصنيف «روحاني علماني» على أساسيات لا تبدو أكثر من مجرد غموض، لأن: 1) المصطلح «روح» يستخدم بشكل شائع ليشير إلى وجود قوى غير مرئية أو من عالم آخر أو مانحة للحياة، 2) كلمات مثل الأخلاقية، والإحسان، والإنسانية، تشرح بنجاح واقتضاب التوجه نحو الاجتماعية الإيجابية والكياسة المنطويين تحت مصطلح الروحانية العلمانية، لكن دون احتمالية الارتباك بالإشارة لقوى خارقة للطبيعة.
ويؤكد منظّرو الروحانية المعاصرة على أن الروحانية تنمّي السلام الداخلي وتبني أساساً للسعادة، فعلى سبيل المثال، يُنصح بالتأمل والممارسات المشابهة له لمساعدة الأشخاص على تهذيب حيواتهم الداخلية وشخصياتهم.
كما قد لعبت الروحانية دوراً رئيسياً في بعض حركات الرعاية الذاتيه، كما في «مدمني الكحول المجهولين»، فإذا فشل شخص كحولي في توسيع حياته الروحية وتحسينها لأتم وجه من خلال العمل والتضحية بالذات من أجل الآخرين، لن يستطيع تخطي التجارب المحتومة والعقبات التي ستواجهه، ولكن تم التصدي للمقاربات العلاجية المتعلقة بالروحانية كهذه، باعتبارها علماً زائفاً أبعد من أن يكون شافياً بشكل دائم، وقد يسبب أذية لغير المؤمنين.

### التجربة الروحية
وهي تلعب دوراً مركزياً في الروحانية الحديثة، وقد زادت شعبية مفهوم التجربة الروحية بواسطة أدباء غربيين وآسيويين، ومن بين الكتّاب الغربيون المهمّون في القرن العشرين، والذين درسوا ظاهرة الروحانية في أعمالهم: ويليام جيمس (William James) في كتابه «أصناف الخبرة الدينية» (The Varieties of Religious Experience) عام 1902، ورودولف أوتو (Rudolph Otto)، وخصوصاً في كتابه «فكرة التقديس» (The Idea of the Holy) عام 1917، وقد كان لمفاهيم جميس عن التجربة الروحية المزيد من التأثير على التيارات الحديثة في التقاليد الآسيوية، ما جعلها أكثر شيوعاً لدى المتلقّين الغربيين.
ويتتبع واين براودفوت (Wayne Proudfoot) جذور مفهوم التجربة الروحية وصولاً لعالم اللاهوت الألماني فريدريك شليرماخر (Friedrich Schleiermacher) (1768-1834)، والذي ناقش بأن الدين مبني على شعور بما هو لانهائي، وقد استخدم مصطلح التجربة الروحية للدفاع عن الدين ضد الأعداد المتزايدة من النقاد العلميين والعلمانيين، وقد تبنّى العديد من علّامات الدين هذا المصطلح بالسياق ذاته، وكان ويليام جيمس الأكثر تأثيراً بينهم.
بالمقابل اعتُبر سوامي فيفيكاناندا (Swami Vivekananda) ودي.تي. سوزوكي (D.T. Suzuki) المَعلمين المؤثرين الرئيسيين في آسيا، فقد زاد فيفيكاندا من شعبية مذهب هندوسي سنسكريتي حديث، اُسْتُبْدِلَت سلطة الكتب المقدسة فيه بالتأكيد على التجربة الذاتية، بينما كان لدي سوزوكي الفضل في نشر مدرسة الزن (Zen) في الغرب، بالإضافة إلى فكرة التنوير كبصيرة لواقع ساميّ لازمني.
ومن بين الأمثلة أيضاً كتاب «بحث في الهند السرية» (A Search in Secret India) لبول برَنتون (Paul Brunton)، والذي قدّم العارف رامانا العظيم (Ramana Maharashi) ومهير بابا (Maher Baba) للمتلقّين في الغرب.

### الممارسات الروحانية
يميّز كيز وايجمان (Kees Waaijman) أربعة أشكال من الممارسات الروحانية:
1. الممارسات الجسدية، وخصوصاً الحرمان والانتقاص، فيهدف الحرمان لتنقية الجسد، بينما يتعلق الانتقاص بصد النزعات التي يوجهها الغرور، ومن الأمثلة على ذلك: الصيام والفقر.[67]
2. الممارسات النفسية، مثل التأمل.[68]
3. الممارسات الاجتماعية، مثل ممارسة الطاعة والملكية الشعبية الاشتراكية، وإعادة تشكيل النزعات الموجهة بالأنانية والغرور إلى أخرى غيرية.[68]
4. روحية، إذ تهدف جميع الممارسات للتنقية من الأنانية، وتوجيه الإمكانات للحقيقة الإلهية.[68]

وقد تتضمن الممارسات الروحانية التأمل، وتركيز كامل الذهن، والصلاة، والتفكّر بالنصوص المقدسة، والتحسن الأخلاقي، والانسحاب الروحي إلى الأديرة، كما يُوصَف الحب و/أو العطف عادة كعماد التطور الروحي، كما يتواجد ضمن الروحانية «تأكيد شائع على قيمة التفكير الممعن والتسامح، واحترام فطنة المجتمعات الدينية الأخرى، بالإضافة إلى مصادر السلطة الأخرى ضمن العلوم الاجتماعية.»

## العلم

### علاقة الروحانية بالعلم
منذ بدء الثورة العلمية لحركة التنوير قي القرن الثامن عشر، تطورت علاقة العلم مع كل من الدين والروحانية بطرق أكثر تعقيداً، فيصف المؤرخ جون هيدلي بروك (John Hedley Brooke) اختلافات عديدة قائلاً:
| روحانية | تم توظيف العلوم الطبيعية في شروح دينية، وتضمينات ضد الدين، وفي العديد من السياقات التي ليس لها أية أهمية دينية على الإطلاق. | روحانية |

كما اقترح بروك أن المفهوم الشائع حالياً للتضاد بين العلم والدين يعود تاريخياً لمفكرين يمتلكون سلطات اجتماعية أو سياسية قامعة، عوضاً عن الفلاسفة الطبيعيين أنفسهم، وعلى الرغم من أن علماء الفيزياء والبيولوجيا اليوم لا يجدون ضرورة لتفسيرات خارقة للطبيعة لشرح الواقع، ما زال بعض العلماء يعتبرون العلم والروحانية متكاملين، وليسا متضادين، وهم على استعداد لخوض النقاش، عوضاً عن تصنيفهما ببساطة كسلطتين تعليميتين غير متداخلتين.
وقد أظهر بعض القادة الدينيين انفتاحاً للعلوم الحديثة وأساليبها، مثل الدالاي لاما (Dalai Lama) الرابع عشر، والذي اعتزم أنه إن أثبت تحليل علمي أن بعض ادعاءات البوذية خاطئة بشكل حاسم، يجب التقيد بالنتائج العلمية والتخلي عن هذه الادعاءات.

### الكلانية
خلال القرن العشرين، تأثرت العلاقة بين العلم والروحانية بكل من علم النفس الفرويدي، والذي أبرز الحدود بينهما بالتأكيد على الفردية والعلمانية، والتطورات في فيزياء الجسيمات،:322 والتي أعادت طرح النقاش حول التكاملية بين الحوارين العلمي والديني، وأضرمت في نفوس الكثيرين الرغبة بتصورات كلية شمولية عن الواقع، وقد أيد روحانيو العصر الحديث ذلك من خلال نوع من الباطنية الكمومية التي ادعوا أنها تبرر معتقداتهم الروحية، رغم أن علماء الفيزياء الكموميين اعترضوا على ذلك واعتبروه علماً زائفاً.

### البحث العلمي

#### الصحة والخير
أبلغت العديد من الدراسات (يعود مصدر أغلبها لأمريكا الشمالية) عن ترابط إيجابي بين الروحانية والصحة الذهنية لدى كل من الأشخاص الأصحاء، وأولئك الذين يعانون من مجموعة من الأمراض الجسدية والاضطرابات النفسية، وعلى الرغم من أن الأشخاص الروحانيين يميلون للتفاؤل والدعم الاجتماعي، ويشعرون بمعنى باطني أعمق للحياة، وبالقوة والسلام الداخلي، إلا أن الخلاف لا يزال قائماً على ما إن كان هذا الرابط يشكل علاقة سببية، ويتفق داعمو هذا الادعاء مع معاكسيه على أن النتائج الإحصائية السابقة صعبة التفسير، في الغالب بسبب الاختلاف المستمر حول كيفية تعريف الروحانية وقياسها.

#### الرعاية الروحية في مهن الرعاية الصحية
يتزايد الاهتمام بالرعاية الروحية ضمن مهن الرعاية الصحية، لإكمال المقاربات الطبية التقنية وتحسين نتائج المعالجات الطبية.

#### التجارب الروحية
تفحّص أخصائيون عصبيون وظائف الدماغ خلال تجارب روحية أُبلِغوا عنها، فاكتشفوا مساهمة بعض النواقل العصبية وباحات الدماغ ضمن هذه العملية، وعلاوة على ذلك، نجح مُختبِرون في تحفيز تجارب روحية لدى بعض الأفراد عن طريق إعطاء عوامل مخلة بالنفس مشهورة بإثارتها للنشوة والتشويشات الحسية الإدراكية.
وعلى نحو معاكس، يمكن إخماد التقوى والروحانية أيضاً بواسطة التحفيز الكهرومغناطيسي للدماغ، وقد حثّت هذه النتائج بعض المنظرين القياديين على التخمين بأن الروحانية قد تكون نوعاً فرعياً حميداً من الذُهان، بمعنى أن الإدراكات الحسية الشاذة ذاتها التي يصفها الأشخاص المصابين بالذُهان السريري على أنها غير منسجمة بشكل مزعج ويتعذر تفسيرها، يصفها الأفراد الروحانيون بالإيجابية، كتجارب سمو شخصية وذات معنى.